# Repens
Repens là một chi bướm ngày thuộc họ Bướm nâu.